# دنباله غیر قانونی: گنج بوچ کسیدی
دنباله غیر قانونی: گنج بوچ کسیدی (به انگلیسی: Outlaw Trail: The Treasure of Butch Cassidy) یک فیلم سینمایی آمریکایی در ژانر ماجراجویی محصول سال ۲۰۰۶ میلادی به کارگردانی رایان لیتل است.  این فیلم کاملاً مبتنی بر افسانه‌های بوچ کسیدی می‌باشد.

## تولید
فیلمبرداری اصلی در سال ۲۰۰۵ آغاز شد.   مکان‌های فیلمبرداری شده در سیرکل‌ویل، یوتا و کاناب، یوتا شهرستان تویلی، یوتا شهرستان کین، یوتا و شهرستان تویلی، یوتا و همچنین پارک ملی برایس کنیون انجام شده است.   